# Лангур (Ивдельский муниципальный округ)
Лангур — посёлок в Свердловской области России, административно подчинённый городу Ивделю. Входит в Ивдельский муниципальный округ.
Ранее посёлок входил в состав Екатерининского сельсовета города Ивделя.

## Географическое положение
Посёлок Лангур расположен в 32 километрах (по автодороге в 44 километрах) к югу от города Ивделя, в лесной местности, на левом берегу реки Северный Лангур (левый приток Сосьвы). Автомобильное сообщение с посёлком затруднено. Через посёлок Лангур проходит ветка Серов — Полуночное Свердловской железной дороги. В посёлке расположена железнодорожная станция Лангур.

## История посёлка
С 1824 года деревня Лангурская относилась к приходу Всеволодо-Благодатскому приходу.

### Школа
В начале XX века в деревне Лангурской имелась церковная школа грамоты.

## Экономика
Учреждение Н-240/25 ГУИН.

## Население
| 2002 | 2010 |
| ---- | ---- |
| 143  | ↘101 |

| 2015 | 2020 | 2023 |
| ---- | ---- | ---- |
| 71   | 51   | 48   |